# Alexandre Kolpatchenko
Alexandre Nikolaïevitch Kolpatchenko (en russe : Александр Николаевич Колпаченко), né 12 janvier 1959 à Oleksandria dans l'oblast de Kirovohrad (RSS d'Ukraine, URSS), est un général de l'Armée de terre russe, chef des troupes côtières de la marine russe (2009-2017) et lieutenant-général (depuis le 13/12/2014).

## Biographie
Après avoir obtenu son diplôme d'études secondaires en 1976, il entre à l'École de commandement des troupes aéroportées de Riazan (RVVDKU), dont il sort diplômé en 1980.
Il est alors envoyé en tant que commandant de peloton de la compagnie de reconnaissance au 104e régiment aéroporté de la Garde de la 76e division aéroportée de la Garde à Pskov.
De 1984 à 1986, il sert en Afghanistan au sein du 350e, puis dans le 317e régiment aéroporté de la Garde en tant que commandant adjoint et commandant d'une compagnie de reconnaissance.
Après son retour d'Afghanistan en 1986, il sert dans le 104e régiment d'infanterie de la Garde, où il passe successivement de commandant d'une compagnie de reconnaissance à commandant d'un bataillon aéroporté.
En 1992 il étudie à l'Académie militaire Frounze. Diplômé de l'académie en 1995, il est transféré en tant que commandant adjoint du régiment au 242e centre de formation des forces aéroportées à Omsk. En 1997, il est nommé commandant du régiment.
De 2000 à 2003 Kolpatchenko est chef d'état-major de la 7e division aéroportée de la Garde à Novorossiïsk.
En juillet 2003, il retourne à Omsk, à la tête du 242e centre d'entraînement des forces aéroportées.
En juin 2005, il est nommé commandant de la 76e division aéroportée de la Garde (Pskov).
De 2009 à 2017, il est le chef des troupes côtières de la marine russe. En 2014, il reçoit le grade militaire de lieutenant-général.
En septembre 2017 il est versé dans la réserve.